# Kuźnica (Hel)
Kuźnica (Hel) – stacja kolejowa w Kuźnicy, w gminie Jastarnia, w województwie pomorskim, w Polsce.
Budynek dworca wybudowano w roku 1927.
12 października 2023 zakończono remont budynku stacyjnego i przywrócono w nim obsługę podróżnych. W obiekcie znajdują się dwie klimatyzowane poczekalnie (w tym jedna sezonowa) z systemem informacji o rozkładzie jazdy i toaletami. Zamontowano baterie słoneczne i pompę ciepła; dokonano nowej aranżacji otoczenia – m.in. zbudowano parking i wiatę na rowery.

## Ruch pasażerski
| Rok  | Wymiana pasażerska na dobę |
| ---- | -------------------------- |
| 2017 | 150-199                    |
| 2022 | 200-299                    |

## Połączenia
- Gdynia Główna
- Hel